# Фридерика Каролина фон Саксония-Кобург-Заалфелд
Фридерика Каролина фон Саксония-Кобург-Заалфелд (на немски: Friederike Karoline von Sachsen-Coburg-Saalfeld; 24 юни 1735 в Кобург; † 18 февруари 1791 в дворец Шванинген в Унтершванинген) от рода на Ернестинските Ветини е принцеса от Саксония-Кобург-Заалфелд и чрез женитба последната маркграфиня на маркграфство Ансбах (3 август 1757 – 18 февруари 1791) и маркграфство Байройт.
Тя е дъщеря на херцог Франц Йосиас фон Саксония-Кобург-Заалфелд (1697 – 1764) и съпругата му принцеса Анна София фон Шварцбург-Рудолщат (1700 – 1780), дъщеря на княз Лудвиг Фридрих I фон Шварцбург-Рудолщат и Анна София фон Саксония-Гота-Алтенбург.
Фридерика Каролина се омъжва на 22 ноември 1754 г. в Кобург за маркграф Карл Александър фон Бранденбург-Ансбах-Байройт (1736 – 1806). Бракът е бездетен. Той я изпраща в дворец Шванинген в Унтершванинген.
Тя умира на 18 февруари 1791 г. на 55 години в дворец Шванинген и е погребана в църквата Св. Гумбертус в Ансбах.